# Platoon
Platoon (bra: Platoon; prt: Platoon - Os Bravos do Pelotão) é um filme norte-americano de 1986, do gênero drama de guerra, escrito e dirigido por Oliver Stone.
Baseado na experiência pessoal de Oliver Stone na Guerra do Vietnã, o filme mostra os horrores do conflito através dos olhos de Chris Taylor, um jovem recruta estadunidense que se alista voluntariamente para o combate. Na guerra, o jovem trava contato com os sargentos Bob Barnes e Elias Grodin: o primeiro, um assassino brutal e psicopata; e o segundo, um pacifista inteligente e sensível. Estrelado pelos atores Charlie Sheen, Tom Berenger, Willem Dafoe e grande elenco, o roteiro foi feito pelo próprio Oliver Stone, que foi finalizado por volta de 1976.
O orçamento de Platoon foi de 6 milhões de dólares, sendo que arrecadou a quantia de um pouco mais de 138 milhões de dólares apenas nas bilheterias estadunidenses.
Na época de seu lançamento, o filme recebeu elogios universais da crítica especializada, sendo altamente premiado por seu roteiro, elenco, direção, cinematografia e edição.

## Enredo
Em 1967, o voluntário do Exército dos Estados Unidos Chris Taylor chega ao Vietnã do Sul e é designado para um pelotão de infantaria da 25a Divisão de Infantaria perto da fronteira do Camboja. O pelotão é oficialmente liderado pelo jovem e inexperiente tenente Wolfe, mas na realidade os soldados seguem ordens de dois de seus subordinados mais velhos e mais experientes: o sargento Robert "Bob" Barnes, rígido e cínico, e o sargento Elias Grodin, mais idealista.
Taylor é imediatamente enviado com Barnes, Elias e outros soldados veteranos em uma emboscada à noite planejada para capturar guerrilheiros da força do exército norte-vietnamita. Os soldados vietnamitas conseguem se aproximar dos americanos enquanto eles descansam antes de um breve tiroteio a se desencadear; o novo recrutador de Taylor é morto e o próprio Taylor é levemente ferido. Após seu retorno do hospital, Taylor mantém mais proximidade com Elias juntamente com os outros seguidores do pacífico sargento (que são fumantes de maconha), enquanto permanecem distantes de Barnes e de seus seguidores mais ríspidos.
Durante uma patrulha subsequente, três homens são mortos por armadilhas montadas pelos inimigos do Vietnã. Já no limite, o pelotão está ainda mais irritado quando descobre uma reserva de inimigos e armas em uma aldeia próxima. Barnes, através de um soldado de língua vietnamita, Lerner, interroga agressivamente o chefe da aldeia questionando-lhes se os aldeões estiveram ajudando o exército do Vietnã, e atira com frieza na esposa do líder da aldeia quando ela tenta intervir, fazendo o pobre homem cair profundamente em prantos. Elias então intervém, chegando a agredir fisicamente Barnes por conta do assassinato, Wolfe interrompe a briga e ordena que todos os suprimentos da aldeia sejam destruídos para evitar possível ajuda aos inimigos vietnamitas. Logo após, Taylor impede um estupro que duas garotas da aldeia estavam sofrendo de alguns dos homens de Barnes.
Quando o pelotão retorna à base, o comandante da companhia veterana, o capitão Harris declara que se a corte marcial descobrir que ocorreu um homicídio ilegal Barnes poderá ser punido. Isso deixa o enfurecido sargento preocupado por medo de que Elias testemunhe contra ele. Em sua próxima patrulha, o pelotão sofre uma emboscada e é cercado pelos vietnamitas, causando um tiroteio onde numerosos soldados de ambos os lados são feridos. Mais homens americanos ficam feridos quando o tenente Wolfe acidentalmente ordena um fogo amigo para sua própria unidade antes de Barnes chamá-lo. Elias leva Taylor e outros dois homens para interceptar as tropas inimigas do flanco. Barnes ordena que o resto do pelotão se retire e volte para a selva para encontrar o grupo de Elias. Barnes encontra Elias sozinho e dispara contra ele, depois volta e diz aos outros que Elias foi morto pelo inimigo. Enquanto o pelotão está se evadindo através de um helicóptero, eles observam Elias, bastante agonizante, emergindo da floresta sendo perseguido por um grupo de soldados do Vietnã do Norte, que finalmente o matam. Observando a maneira anômala de Barnes, Taylor percebe que ele foi responsável de alguma maneira pela morte de Elias.
Na base, Taylor tenta conversar com o grupo de Barnes, mas é impedido de dialogar quando Barnes entra na sala e começa a zombar de Taylor. O jovem recruta então agride Barnes, mas é rapidamente dominado. Barnes corta Taylor perto de seu olho com uma Push Dagger antes de sair.
O pelotão é enviado de volta à linha de frente para manter posições defensivas, onde Taylor compartilha uma espécie de trincheira com Francis. Naquela noite, ocorre um grande ataque dos norte-vietnamitas, e as linhas defensivas americanas são dominadas pelos inimigos. Grande parte do pelotão, incluindo Wolfe e a maioria dos seguidores de Barnes, são mortos na batalha que se segue. Durante o ataque, um salteador do exército norte-vietnamita, armado com explosivos, destrói a sede do batalhão em um ataque suicida. Agora, no comando da defesa, o capitão Harris ordena seu suporte aéreo para gastar todas as suas armas restantes dentro de seu perímetro. Durante o caos, Taylor encontra Barnes, que é ferido e tem um ataque de fúria. Quando Barnes está prestes a matar Taylor, ambos os homens são golpeados inconscientemente por um ataque aéreo.
Taylor recupera a consciência na manhã seguinte, pega um fuzil AK-47 de um dos inimigos mortos e encontra Barnes, que ordena Taylor para chamar um médico. Ao notar que Taylor não irá ajudá-lo, Barnes despreza o jovem rapaz e o recruta mata o sargento com um tiro. Francis, que também sobreviveu à batalha, surge em meio aos corpos dos outros soldados apalpando a perna de Taylor e o lembra que, por terem sido duas vezes feridos, podem voltar para casa. O helicóptero resgata os dois homens e os levam para longe. Já dentro do helicóptero, Taylor observa assustadoramente as crateras cheias de cadáveres enquanto vai embora.

## Elenco
- Charlie Sheen como Soldado Chris Taylor
- Tom Berenger como Sargento Bob Barnes
- Willem Dafoe como Sargento Elias Grodin
- Forest Whitaker como Big Harold
- Kevin Dillon como Bunny
- Francesco Quinn como Rhah
- John C. McGinley como Sargento O'Neill
- Richard Edson como Sal
- Reggie Johnson como Junior
- Keith David como King
- Johnny Depp como Gator Lerner
- David Neidorf como Tex
- Mark Moses como Tenente Wolfe
- Chris Pedersen como Crawford
- Tony Todd como Sargento Warren
- Corkey Ford como Manny
- Dale Dye como Capitão Harris
- Paul Sanchez como Doc

## Desenvolvimento
"O Vietnã era realmente visceral, e eu vim de uma existência cerebral: estudo... Trabalhando com uma caneta e papel, com ideias. Voltei realmente visceral. E acho que a câmera é muito mais... Esse é o seu intérprete, em oposição a uma caneta."

—Oliver Stone
Depois de seu turno na Guerra do Vietnã ter terminado em 1968, Oliver Stone escreveu um roteiro chamado "Break", uma história semi-autobiográfica detalhando suas experiências com seus pais e seu tempo na Guerra do Vietnã. Os tempos em que Stone serviu no conflito resultou em uma "grande mudança" na forma como ele viu a vida e a guerra. Embora o roteiro de "Break" nunca tenha sido produzido, ele mais tarde usou isso como base para Platoon.
Em uma entrevista em 2010 com o jornal The Times, Stone discutiu ter matado um membro dos vietcongs durante a guerra e como ele trabalhou esse evento em seu roteiro inicial. "Break" apresentava vários personagens que foram os embriões daqueles que ele desenvolveu em Platoon. O roteiro foi configurado, inicialmente, para ser uma música da banda The Doors; Stone enviou o roteiro para Jim Morrison na esperança de que ele gravasse uma música (Morrison nunca respondeu, mas seu empresário devolveu o roteiro para Stone logo após a morte de Morrison, que estava com o script quando ele faleceu em Paris). Apesar de "Break" nunca ter sido utilizado, Stone decidiu se matricular numa escola de cinema.
Depois de escrever vários outros roteiros no início da década de 1970, Stone trabalhou com Robert Bolt no roteiro de The Cover-up (a qual nunca saiu do papel). As diversas mudanças no script feitas por Bolt não agradaram Stone. Oliver Stone, então, usou seus personagens de "Break" e desenvolveu um novo roteiro intitulado "The Platoon". O produtor Martin Bregman tentou suscitar o interesse de um estúdio de cinema no projeto, mas não teve sucesso. Mas, com base no script de "The Platoon", Stone foi contratado para escrever o roteiro do filme Midnight Express (1978).
O filme foi um sucesso crítico e comercial, mas mesmo assim a maioria dos estúdios ainda estava relutante em financiar uma eventual adaptação para "The Platoon", pois o assunto sobre a Guerra do Vietnã era impopular nos Estados Unidos. Após os lançamentos de The Deer Hunter e Apocalypse Now, os estúdios começaram a ver com melhores olhos uma produção para o roteiro de Stone, visto os sucessos que esses filmes sobre o confronto no Vietnã conseguiram.
Oliver Stone começou sua carreira como diretor liderando a produção de um filme do gênero de horror chamado The Hand, que foi um fiasco de bilheteria. Por conta desse insucesso, Stone começou a temer que "The Platoon" nunca seria realizado. Após isso, Stone co-escreveu Year of the Dragon financiando cerca de US$ 200 mil da produção do longa sob a condição de o produtor Dino De Laurentiis ajudar a financiar uma eventual adaptação de "The Platoon" (Year of the Dragon foi dirigido pelo amigo de Stone, Michael Cimino, que também tinha dirigido The Deer Hunter).
De Laurentiis conseguiu seu prometido financiamento para "The Platoon", mas ele teve dificuldades para encontrar uma empresa que distribuísse o filme. Como De Laurentiis já havia gasto dinheiro enviando Stone às Filipinas para explorar as locações, ele decidiu manter o controle do roteiro do filme até que ele fosse reembolsado. O roteiro de Stone foi passado para John Daly, que trabalhava para a produtora britânica Hemdale Film Corporation. Daly adorou o roteiro e ajudou a financiar a produção do filme, que a esta altura teve o nome do roteiro mudado apenas para Platoon.

## Produção
Platoon começou a ser filmado na ilha de Luzon nas Filipinas em fevereiro de 1986. A produção foi quase cancelada por causa da agitação política no país, então liderado pelo ditador Ferdinand Marcos. Com a ajuda do conhecido produtor asiático Mark Hill, as cenas do filme começaram a serem gravadas dois dias depois que Marcos se exilou do país. O filme teve um custo total de 6 milhões de dólares. A produção fez um acordo com as forças armadas filipinas para o uso de equipamentos militares. A produção de Platoon contratou refugiados vietnamitas que viviam nas Filipinas para interpretar diferentes papéis como vietnamitas no filme. O filme foi rodado inteiramente em sequência.
As cenas da floresta tiveram locação em Mount Makiling e as cenas do rio e da aldeia foram feitas em Cavite.
Pelo fato do filme ter sido rodado na ordem cronológica de acordo com a história, a medida que os personagens morriam nas cenas, seus respectivos atores eram dispensados das gravações e mandados para casa.
Johnny Depp tinha 22 anos de idade na época em que o filme foi realizado e aquela foi a primeira vez que ele saiu dos Estados Unidos, uma vez que as filmagens foram realizadas nas Filipinas. Keanu Reeves e Emilio Estevez chegaram a ser convidados para o papel de Chris Taylor, mas ambos recusaram. O papel do Sargento Barnes foi originalmente oferecido a Kevin Costner.
Na chegada às Filipinas, o elenco foi enviado para um curso de treinamento intensivo, durante o qual eles tiveram que cavar poços e estavam sujeitos a marchas forçadas e "emboscadas" noturnas, que usavam explosões de efeitos especiais. Conduzido pelo ator e também veterano da Guerra do Vietnã Dale Dye, o treinamento colocou os atores principais - incluindo Sheen, Dafoe, Depp e Whitaker - através de um regime imersivo de treino militar de 30 dias. A produção limitou a quantidade de comida e água que eles poderiam beber e comer e quando os atores dormiam eram disparados tiros pelo alto para mantê-los acordados, embora cansados. No filme, Dye fez o papel do Capitão Harris. Willem Dafoe disse que "o treinamento foi muito importante para a realização do filme", acrescentando a sua autenticidade e fortalecimento da camaradagem desenvolvida entre o elenco: "No momento em que você passou pelo treinamento e através do filme, você teve um relacionamento com a arma. Não ia matar pessoas, mas você se sentia confortável com isso".
Stone faz uma aparição atuando como o comandante do batalhão da infantaria 3/22 na batalha final, que se baseou na histórica Batalha do Dia de Ano Novo de 1968, na qual ele participou enquanto estava de serviço no Vietnã do Sul. Dale Dye, que interpretou Harris também atuou como assessor técnico do filme.

## Trilha Sonora
"Adagio for Strings", instrumental de Samuel Barber, foi bastante utilizada em Platoon. "White Rabbit" da banda Jefferson Airplane, e "Okie from Muskogee" de Merle Haggard também foram tocadas no filme. Em uma das cenas do longa, os soldados cantam juntos "The Tracks of My Tears" dos The Miracles, que também foi apresentado no trailer do filme. A trilha sonora ainda inclui "Groovin" dos The Rascals e "(Sittin' On) the Dock of the Bay" de Otis Redding.

## Lançamento
O filme foi apresentado nos Estados Unidos com o slogan "The first casualty of war is innocence" ("A primeira vítima da guerra é a inocência"). Esta foi uma adaptação da afirmação do senador Hiram Johnson de 1917 de que "a primeira vítima da guerra é a verdade".
Platoon foi lançado nos Estados Unidos em 19 de dezembro de 1986. No Brasil, o filme chegou nos cinemas em 27 de fevereiro de 1987.

## Recepção
Platoon foi aclamado pela critica especializada: Roger Ebert deu quatro de quatro estrelas, chamando-lhe de o melhor filme do ano e o nono melhor dos anos 80. Gene Siskel também pontuou o filme com quatro de quatro estrelas, e observou o quanto os veteranos da Guerra do Vietnã se identificaram com o filme. Em sua revisão no The New York Times Vincent Canby descreveu Platoon como "possivelmente o melhor trabalho de qualquer tipo sobre a Guerra do Vietnã desde o livro vigoroso e alucinante de Michael Herr, Dispatches".
No Rotten Tomatoes, o filme possui uma classificação de aprovação de 88% com base em 60 avaliações, com uma classificação média de 8.1/10. O consenso crítico do site diz: "Informado pelas experiências pessoais do diretor Oliver Stone no Vietnã, Platoon renuncia a sermão fácil em favor de uma visão de guerra angustiante e subterrânea, reforçada por performances sem barulho de Charlie Sheen e Willem Dafoe". No Metacritic, o filme recebeu a pontuação 86/100, indicando "aclamação universal".

## Principais prêmios e indicações
Oscar 1987 (EUA)
- Vencedor nas categorias de melhor filme, melhor diretor, melhor som e melhor montagem.
- Indicações nas categorias de melhor ator coadjuvante (Tom Berenger e Willem Dafoe), melhor roteiro original e melhor fotografia.

Festival de Berlim 1987 (Alemanha)
- Vencedor do Urso de Prata de melhor direção (Oliver Stone).

Globo de Ouro 1987 (EUA)
- Vencedor nas categorias de melhor filme - drama, melhor direção (Oliver Stone) e melhor ator coadjvuante (Tom Berenger).
- Indicado na categoria de melhor roteiro.

Independent Spirit Awards 1987 (EUA)
- Vencedor nas categorias de melhor filme, melhor diretor (Oliver Stone), melhor fotografia e melhor roteiro.
- Indicado na categoria de melhor ator (Willem Dafoe).

Academia Japonesa de Cinema 1988 (Japão)
- Venceu na categoria de melhor filme estrangeiro.

BAFTA 1988 (Reino Unido)
- Venceu nas categorias de melhor direção e melhor edição.
- Indicado na categoria de melhor fotografia.

## Honrarias
O filme aparece em 3 listas de melhores filmes de sempre do American Film Institute, sendo elas:
- AFI's 100 Years...100 Movies: #83
- AFI's 100 Years...100 Thrills: #72
- AFI's 100 Years...100 Movies (10th Anniversary Edition): #86

Em 2011, o canal de televisão britânico Channel 4 nomeou Platoon como o sexto melhor filme de guerra já feito, atrás de Full Metal Jacket e à frente de A Bridge Too Far.

## Adaptações

### Literatura
- Dale Dye escreveu uma novelização do filme em 1986.[23]